# Effect Music Tour
Effect Music Tour fue la segunda gira musical promocional de la cantante y compositora británica Natalia Kills, para promover Trouble, su segundo álbum. La gira inició el 4 de abril de 2013 en Moscú, y terminó el 13 de abril de 2013 en Krasnoyarsk, Rusia. Es la primera gira de conciertos independiente de Kills en apoyo a su primer álbum, Perfectionist y en parte también para promocionar su segundo álbum de estudio Trouble. Por lo tanto, ha tenido mucha publicidad en Rusia. Fue junto con la bebida energética Effect y varias estaciones de radio locales.

## Antecedentes
Aunque la gira se fue realizada mucho después de la salida del álbum tuvo buena crítica al pasarb por Europa, también pues ya que esta no fue una gira al 100%, sino una mini-gira.
A finales de marzo de 2013, Natalia anunció a través de un video de la preparación de una mini-gira promocional, llamada Effect Music Tour . La gira, en colaboración con la bebida energética Effect , se inició el 4 de abril en Moscú y se completó el 13 de abril en Krasnoyarsk , también a través de Kaliningrado 5, Sochi 6, Perm 11 y San Petersburgo el 12.
Los conciertos se realizaron en bares alrededor de todo Rusia.

## Fechas
| Europa              |                 |       |                         |
| 4 de abril de 2013  | Moscú           | Rusia | Fish Fashion Bar        |
| 5 de abril de 2013  | Kaliningrado    | Rusia | Platinum Club           |
| 6 de abril de 2013  | Sochi           | Rusia | Sky Club & Concert Hall |
| 11 de abril de 2013 | Perm            | Rusia | Territory 44 Club       |
| 12 de abril de 2013 | San Petersburgo | Rusia | A2 Club                 |
| 13 de abril de 2013 | Krasnoyarsk     | Rusia | Loft Music Bar          |